# Cylindrowężowate
Cylindrowężowate (Cylindrophiidae) – monotypowa rodzina węży z nadrodziny Uropeltoidea w rzędzie łuskonośnych (Squamata).

## Zasięg występowania
Rodzina obejmuje gatunki występujące w Chinach, Sri Lance, Mjanmie, Tajlandii, Laosie, Kambodży, Wietnamie, Malezji, Singapurze, Indonezji i Timorze Wschodnim.

## Systematyka

### Etymologia
Cylindrophis: gr. κυλινδρος kulindros „cylinder, walec”; οφις ophis, οφεως opheōs „wąż”.

### Podział systematyczny
Do rodziny należy jeden rodzaj z następującymi gatunkami:
- Cylindrophis aruensis Boulenger, 1920
- Cylindrophis boulengeri Roux, 1911
- Cylindrophis burmanus Smith, 1943
- Cylindrophis engkariensis Stuebing, 1994
- Cylindrophis isolepis Boulenger, 1896
- Cylindrophis jodiae Amarasinghe, Ineich, Campbell & Hallermann, 2015
- Cylindrophis lineatus Dennys, 1880
- Cylindrophis maculatus (Linnaeus, 1758)
- Cylindrophis melanotus Wagler, 1828
- Cylindrophis opisthorhodus Boulenger, 1897
- Cylindrophis osheai Kieckbusch, Mader, Kaiser & Mecke, 2018
- Cylindrophis ruffus (Laurenti, 1768)
- Cylindrophis slowinskii Bernstein, Bauer, McGuire, Arida, Kaiser, Kieckbusch & Mecke, 2020
- Cylindrophis subocularis Kieckbusch, Mecke, Hartmann, Ehrmantraut, O’Shea & Kaiser, 2016
- Cylindrophis yamdena Smith & Sidik, 1998